# Spatuloricaria atratoensis
Spatuloricaria atratoensis är en fiskart som beskrevs av Schultz, 1944. Spatuloricaria atratoensis ingår i släktet Spatuloricaria och familjen Loricariidae. Inga underarter finns listade i Catalogue of Life.